# 앨리샤 키스
얼리샤 아우젤로 쿡(영어: Alicia Augello Cook, 1981년 1월 25일 ~ )은 얼리샤 키스(앨리샤 키스, 영어: Alicia Keys)라는 예명으로 잘 알려진 미국의 가수이자 작곡가이다. 클래식 피아노를 전공한 키스는 12세에 작곡을 시작했고, 15세에 컬럼비아 레코드와 계약을 맺었다. 그러나 레이블과의 갈등 끝에 제이 레코드와 새로 계약을 맺고 데뷔 정규 앨범 《Songs in A Minor》(2001)를 발표했다. 이 앨범은 비평과 상업적 측면 모두에서 큰 성공을 거두었으며, 전 세계적으로 1,200만 장 이상이 팔리고 제44회 그래미 어워드에서 5관왕을 차지했다. 이 앨범에는 《빌보드》 핫 100 1위를 차지한 싱글 〈Fallin'〉이 수록되어 있다. 그녀의 두 번째 앨범 《The Diary of Alicia Keys》(2003) 역시 큰 성공을 거두며 전 세계적으로 800만 장 이상 판매되었고, 〈You Don't Know My Name〉, 〈If I Ain't Got You〉, 토니! 토니! 토네!와 함께한 〈Diary〉 등의 싱글을 배출했다. 이 앨범은 그래미 어워드에서 추가로 4개의 상을 안겨주었다.

## 생애와 활동

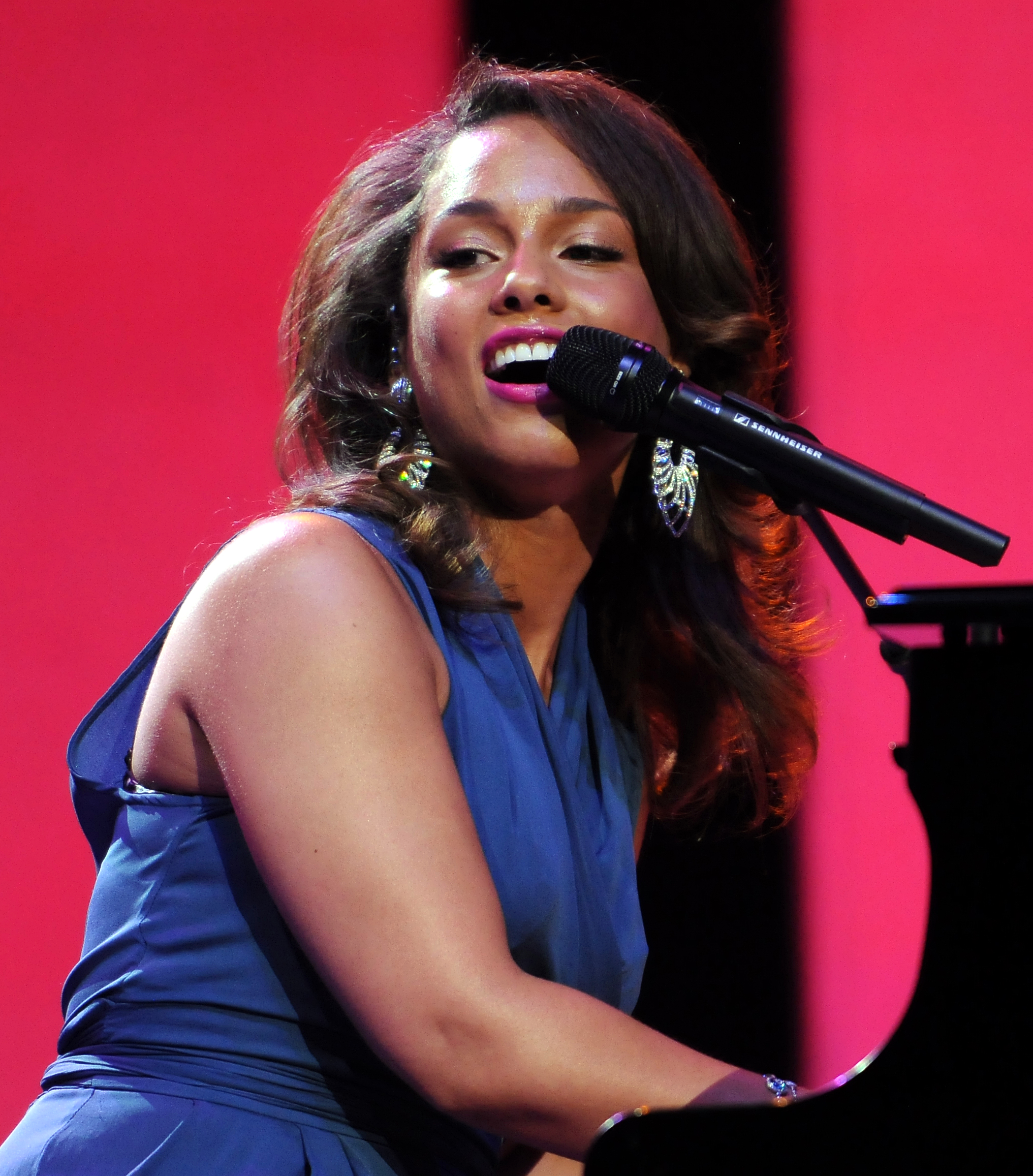
2011년 앨리샤 키스.

키스는 1981년 1월 25일, 미국 뉴욕 맨해튼의 빈민가인 헬스키친에서 항공사 안내원으로 일했던 아버지 크레이그 쿡과 법률보조원이자 파트타임 배우인 어머니 테레사 오젤로의 외동딸로 태어났다. 키스의 어머니는 아일랜드와 이탈리아의 혼혈인이였으며, 아버지는 아프리카계 미국인이었다.
키스의 첫 앨범인 'Songs in A Minor'은 정통 소울 레이블인 J레코드에서 발표한 첫 번째 앨범이다. 본작에서 그녀는 흑인 소울의 감성과 고전적인 클래식, 그리고 재즈를 두루 선보이며 비평적으로 큰 성공을 거뒀다. 이 앨범을 통해 앨리샤는 '올해의 노래'와 '올해의 신인'을 포함, 그래미 어워즈에서 5개 부문을 거머쥐었다. 그녀는 이후 줄곧 그래미가 사랑한 대표적인 아티스트로 불렸다. 앨범은 발표하자마자 빌보드 차트 정상을 차지하였으며 미국에서 730만장, 전 세계적으로 1300만장이 넘는 판매고를 올렸다. 같은 해에 발표된 앨범 중 전 세계에서 가장 많이 팔렸다. 그녀는 이 앨범을 통해 알엔비 음악이 빌보드 메인스트림을 장악하는데 일조한 것으로 평가받는다.
두 번째 정규 앨범인 'The Diary of Alicia Keys'은 2003년에 발매되었는데, 기존의 베이스를 유지한 채 60~70년대의 복고적인 감성을 시도했다. 전작보다 더욱 진일보한 음악성으로 전문가들로부터 높은 평가를 받았다. 그녀는 단 두 장의 앨범으로 '젊은 거장'이라 불린다. 키스는 본작을 통해 그래미 어워즈 4개 부문을 수상했으며, 빌보드 뮤직 어워즈에서 7개 부문을 석권했다. 앨범은 발표하자마자 62만장의 판매고를 올리며 빌보드 차트 정상을 차지했다. 미국에서 약 470만장이 팔리며 빌보드 연말 결산 4위를 차지했고, 전 세계적으로 900만장이 넘게 팔렸다.
2005년에는 라이브앨범인 'Unplugged'을 발표했다. 비정규 앨범이지만 그녀의 인기에 힘입어 빌보드 차트 정상을 차지했다. 미국에서 약 100만장이 팔렸다. 앨리샤는 할리우드에서도 꾸준히 활동했다. 2007년 영화 '내니 다이어리'(The Nanny Diaries)와 '스모킹 에이스'(Somking Aces) 등에 조연으로 출연했다. 3번째 앨범인 'As I Am'은 2007년 11월 13일에 발매되었다. 본작을 통해 그녀는 소울보단 팝과 록의 감상에 더욱 가까운 앨범을 만들었다. 음반은 발표하자마자 75만장의 판매고를 올리며 차트 정상을 차지했고, 미국에서 약 385만장, 전 세계적으로 600만장이 넘게 팔렸다. 본작은 그녀의 디스코그라피에서 가장 대중적인 앨범으로 평가받는다.
키스는 2008년과 2009년에 걸쳐 3개의 그래미를 더 수상했다. 2009년 10월, 제이-지와 작업한 Empire State of Mind로 컴백한 그녀는 같은 해 12월, 4집 앨범 'The Element of Freedom'을 발표했다. 매번 음악적인 다양화를 꾀한 그녀는, 본작을 통해 알엔비와 얼터네이티브 록의 접목을 시도했다. 하지만
첫 주에 42만장이란 비교적 높은 판매고로도 수잔 보일의 'I Dreamed Dream'에 밀리며 2위 데뷔에 그쳤다. 이후 부진한 싱글 성적과 결혼과 출산 등으로 앨범 활동을 완전히 마치진 못했다. 하지만 영국에선 큰 성공을 거두며 전 세계적으로 400만장이 팔렸다. 그녀는 영국의 신예 Emili Sande, 흑인 아티스트 Maxwell, Miguel 등과 함께 자메이카에서 5집 앨범을 작업했으며, 2012년 7월 초, 앨범 수록곡인 'New Day'를 트위터를 통해 공개했다.

## 음반 목록
정규 앨범
- 《Songs in A Minor》 (2001)
- 《The Diary of Alicia Keys》 (2003)
- 《As I Am》 (2007)
- 《The Element of Freedom》 (2009)
- 《Girl on Fire》 (2012)
- 《Here》 (2016)
- 《Alicia》 (2020)
- 《Keys》 (2021)
- 《Santa Baby》 (2022)

라이브 앨범
- 《Unplugged》 (2005)

## 같이 보기
- 대중음악의 별명 목록